# Марцелиус, Леонтий Петрович
Леонтий Петрович Марцелиус — деятель русской почты конца XVII века, стоявший во главе Рижской и Виленской заморских почт (международных почтовых линий) России в 1668—1671 годах.
Основанная в 1665 году «Рижская почта», которая стала первой российской международной линией регулярной почты, связывала Москву с Ригой, а в 1667 году в соответствии с Андрусовским перемирием с Польшей была основана вторая почтовая линия — «Виленская почта» — от Москвы через Смоленск до литовской границы и далее в Вильну.
После смерти Леонтия Петровича Марцелиуса, наступившей в 1671 году, Рижскую и Виленскую заморские почты возглавил его сын, Пётр Леонтьевич Марцелиус, руководивший обеими почтами с 1671 года по 1675 год.